# دنان (القطن)

'

تعديل مصدري - تعديل

دنان هي إحدى قرى عزلة القطن بمديرية القطن التابعة لمحافظة حضرموت، بلغ تعداد سكانها 63 نسمة حسب تعداد اليمن لعام 2004.